# Ribița, Hunedoara

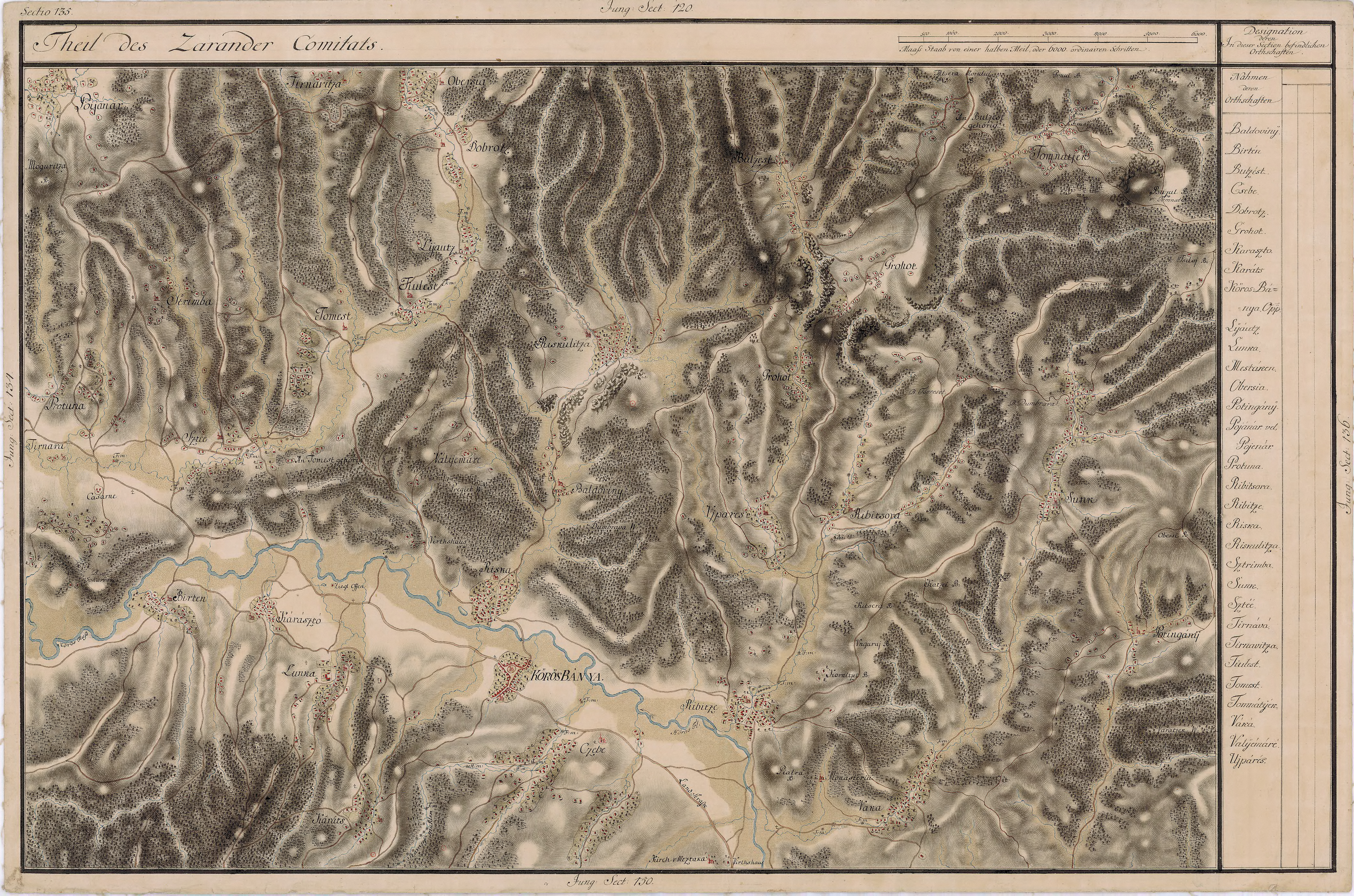
Ribița în Harta Iosefină a Transilvaniei, 1769-73

Ribița este satul de reședință al comunei cu același nume din județul Hunedoara, Transilvania, România.

## Lăcaș de cult

### Biserica Sfântul Nicolae din Ribița
Datare: 15 iulie 1417. Autor: Jupânul Vladislav, jupânița Stana, fiul, fratele său jupânul Măclăuș și cu jupânița lui Sora, Popa Dragoșin.
Plan: Având înfățișarea modestă dar armonioasă a unei cuminți ctitorii de țară, biserica din Ribița este alcătuită dintr-o navă dreptunghiulară, încheiată spre răsărit de absida altarului de plan pătrat. O mică nișă adâncită în peretele nordic ține loc de proscomidiar. Altarul este boltit în semicilindru (ușor frânt) dispus axial. Nava a fost inițial tăvănită, ulterior (probabil în secolul XIX) a fost acoperită cu trei bolți de tipul cu dublă curbură („a vela”) separate cu arce dublou care se descarcă pe pile plate de cărămidă adosate pereților. Odată cu construirea bolților de cărămidă au fost lărgite și ferestrele care la origine au avut ancadramente de piatră profilată. În prezent singurul ancadrament original este păstrat de mica fereastră circulară de pe latura sudică  a altarului. Având o profilatură tipic gotică, el este prevăzut cu o cruce centrală alcătuită din două baghete de piatră care se intersectează lăsând la mijloc o deschidere circulară. Tîmpla de zid, cu trei deschideri a fost construită mai târziu, de presupus odată cu boltirea navei.
Tehnica: Pe latura de vest se înalță turnul-clopotniță, o prismă pătrată cu trei nivele: parterul boltit în semicilindru dispus axial, etajul I este tăvănit și are două deschideri către navă, asemenea unei galerii, etajul II, care se deschide către căprioreala acoperișului, are pe fiecare latură câte o largă fereastră de sunet, un arc semicircular. Portalul de intrare, situat pe latura vestică a turnului-clopotniță, este din piatră cu profilatură de tip gotic : câte trei rânduri pe montanți și câte două pe arcul de acoladă.
Materialul de construcție este piatra brută, la muchiile zidurilor fiind folosite și blocuri de piatră fățuită pentru regularizare. 
Un desen din secolul XVIII înfățișează pe latura vestică a turnului-clopotniță un mic pridvor cu cosoroabe și stâlpi de lemn, la vremea respectivă întregul  edificiu fiind acoperit cu șindrilă. În secolul XIX pridvorul de lemn a fost înlocuit cu o tindă de zid.
În altar pe peretele de răsărit, de-o parte și de alta a ferestrei axiale, se află doi îngeri diaconi (figuri parțial acoperite cu var) lăsând să se presupună că deasupra ferestrei sau poate în glaful acesteia a fost reprezentat Iisus prunc în potir, ca simbol al jertfei euharistice. Capul îngerului reprodus oferă un admirabil exemplu de interpretare originală a modelelor bizantine de epocă: ovalul pur al feței, nasul prelung, ochii mari și adumbriți de tristețe, pieptănătura elenistică, Desenul este deopotrivă ferm și sensibil, iar modelul cromatic, care urmărește cu o fidelă tandrețe formele, vădește o îndelungă experiență a picturii. În nava bisericii, pe peretele nordic se păstrează un fragment din compoziția Sfântul Gheorghe în luptă cu balaurul și figurile sfântului rege Ștefan I al Ungariei și a sfântului Emeric (portretul regelui Ladislau a fost acoperit de pila de cărămidă care susține bolta). Reprezentarea Sfântului Gheorghe călare, în naosul bisericii constituie un arhaism iconografic de obârșie cappadociană. Pe peretele sudic al naosului se află tabloul votiv, compoziție de mare frumusețe și destul de bine păstrată. Decupate pe un fond ocru, figurile care alcătuiesc ansamblul votiv sunt următoarele: Sfântul Nicolae, lângă care se află fratele său Miclăuș și o lungă inscripție pictată. În extremitatea vestică a acestui perete a fost degajată de sub var o frumoasă figură de sfânt, detaliu din compoziția iconografică Schimbarea la față.